# أسرة يورك

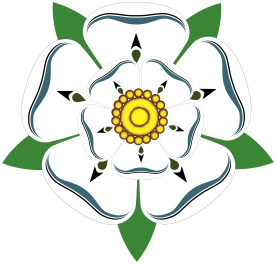
شعار أسرة يورك

بيت يورك فرع من أسرة بلانتاجينيه الملكية. في صراع على عرش إنجلترا، دارت بين أسرة يورك وأسرة لانكستر حرب الوردتين، وهي الحرب الأهلية التي تأثرت بها إنجلترا وويلز خلال القرن الخامس عشر. بدأ حكم تلك الأسرة على يد إدوارد الرابع، واستمر حكمها حتى أسقطتها أسرة تيودور، بعدما هُزم ريتشارد الثالث أمام هنري تيودور في معركة بوسوورث، حيث أسفرت المعركة عن مقتل ريتشارد الثالث.